# Eduardo Moscovis

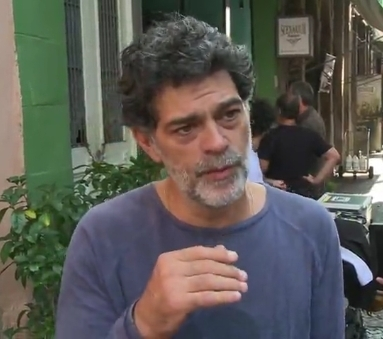
Carlos Eduardo de Andrade

Carlos Eduardo de Andrade, Künstlername Eduardo Moscovis (* 8. Juni 1968 in Rio de Janeiro), ist ein brasilianischer Schauspieler.

## Filmographie
- Bendito Fruto (dt. Titel: Die Folgen der Liebe) (2004)
- Bella Donna (1998)
- O que é isso, companheiro?
- A Casa de Açúcar (1996)

## Serien
- Alma Gêmea
- Senhora do Destino
- Desejos de Mulher
- Brava Gente
- Brava Gente
- O Cravo e a Rosa
- Pecado Capital
- Por Amor
- As Pupilas do Senhor Reitor
- Anjo de Mim
- Vira-lata
- A Madona de Cedro
- Mulheres de Areia
- Pedra Sobre Pedra
- Kubanacan